# Campionati europei di IQFoil 2024
I Campionati europei di IQFoil 2024 si sono svolti a Cagliari, in Italia, dal 6 all'11 ottobre 2024.

## Podi
| Evento           | Oro             | Argento     | Bronzo               |
| IQFoil maschile  | Paweł Tarnowski | Andy Brown  | Matthew Barton       |
| IQFoil femminile | Daniela Peleg   | Maya Gysler | Anastasiya Valkevich |

## Medagliere
| Posiz. | Nazione     | Oro | Argento | Bronzo | Totale |
| ------ | ----------- | --- | ------- | ------ | ------ |
| 1      | Polonia     | 1   | 0       | 1      | 2      |
| 2      | Israele     | 1   | 0       | 0      | 1      |
| 3      | Regno Unito | 0   | 1       | 1      | 2      |
| 4      | Norvegia    | 0   | 1       | 0      | 1      |
| Totale | Totale      | 2   | 2       | 2      | 6      |